# Живаго, Семён Афанасьевич
Семён Афана́сьевич Жива́го (1807—1863) — русский исторический живописец, академик и профессор Императорской Академии художеств.

## Биография
Сын рязанского купца 3-й гильдии, он с детства чувствовал влечение к искусству и научился рисовать почти без наставников. В 1826 году подал образец своей работы великому князю Михаилу Павловичу, который принял молодого человека под своё покровительство и способствовал к его поступлению в ученики Императорской Академии художеств на казённый счет.
Его ближайшим руководителем в Академии был профессор А. Варнек.
Получив в течение академического курса две серебряные медали, Живаго окончил своё образование со званием художника XIV класса и вскоре отправился, за собственный счет, в Италию, где написал копии с картин: «Видение Иезекииля» Рафаэля, «Мадонна-делла-Пьета» с Г. Рени, «День» Корреджо и собственные композиции: «Ева», «Бегство в Египет», «Неверие апостола Фомы» и др.
За эти работы, по его возвращении в Санкт-Петербург, в 1839 году, он был признан академиком Академии художеств. В 1842 году получил звание профессора за образ «Крещение Господне». С 1848 по 1850 служил при петербургской таможне экспертом по распознаванию привозимых из-за границы художественных произведений от промышленных. В 1860 году переехал жить в Москву, где и трудился в течение трёх лет; лишь в последний год жизни он вновь приехал в Петербург, где и был похоронен на Волковском кладбище. 
Из картин Живаго, помимо упомянутых, заслуживают внимания образа в Исаакиевском соборе: «Тайная вечеря» (исполнен в виде мозаики в 1879–1887 годах под руководством Никодима Силивановича и Ивана Лаверецкого; живописный оригинал — в Третьяковской галерее) и «Моление о чаше» над царскими вратами, и десять изображений ветхозаветных патриархов и пророков в 3-м ярусе главного иконостаса) и в некоторых московских и рязанских церквях. Живаго занимался также и портретной живописью.
- Работы Семёна Афанасьевича Живаго
- Тайная Вечеря (1846)
- Моление о чаше (1845)